# Городище (Могилёвский район)
Городи́ще (бел. Гарадзішча) — деревня в составе Семукачского сельсовета Могилёвского района Могилёвской области Республики Беларусь.

## История

### Российская империя
В 1868 на земле, подаренной помещиком Сипайло, основано 1-классное народное училище (на 1894 — 24 мальчика и 1 девочка).

## Население
- 1999 год — 212 человека
- 2010 год — 158 человек